# 혜원여자중학교
혜원여자중학교(蕙園女子中學校)는 대한민국 서울특별시 중랑구 망우동에 있는 사립 중학교이다.

## 학교 연혁
- 1969년 7월 23일 : 학교법인 혜원학원 설립 인가
- 1969년 7월 23일 : 육인순 초대 이사장 취임
- 1970년 1월 15일 : 혜원여자중학교 설립 인가 (30학급)
- 1970년 3월 5일 : 혜원여자중학교 개교 및 제1회 입학식
- 1972년 9월 1일 : 홍소자 초대 교장 취임
- 1990년 3월 23일 : 인순기념관 준공 (총 건축 면적 1,294평)
- 2004년 9월 30일 : 정보관 준공
- 2006년 9월 29일 : 학교급식시설 및 교직원식당 준공
- 2012년 6월 24일 : 홍민표 제7대 이사장 취임
- 2020년 3월 1일 : 이재헌 제13대 교장 취임
- 2023년 2월 10일 : 제51회 졸업식 (127명 졸업, 총 졸업생수 22,709명)
- 2023년 3월 1일 : 학년별 학급 감축 (15학급으로 변경)
- 2023년 3월 2일 : 제54회 입학식

## 갤러리

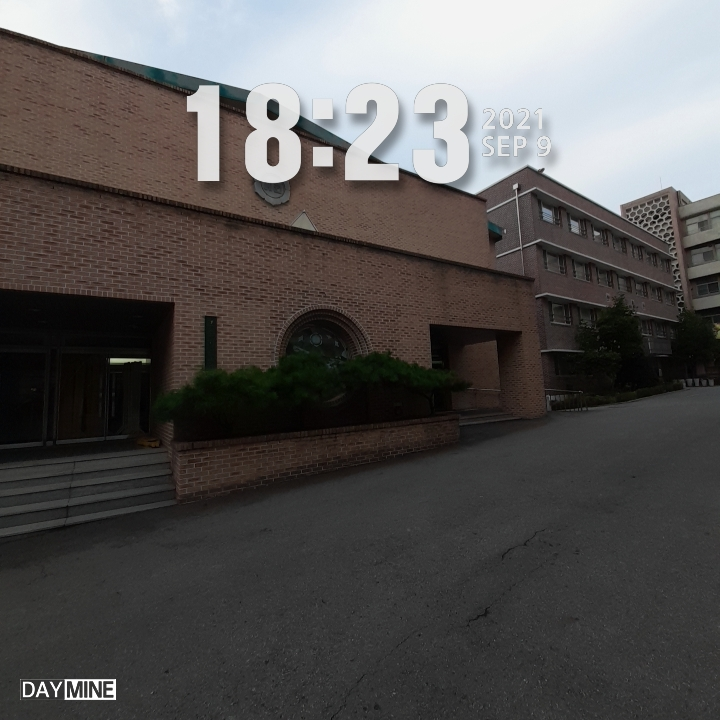
혜원여자중학교 체육관 외관
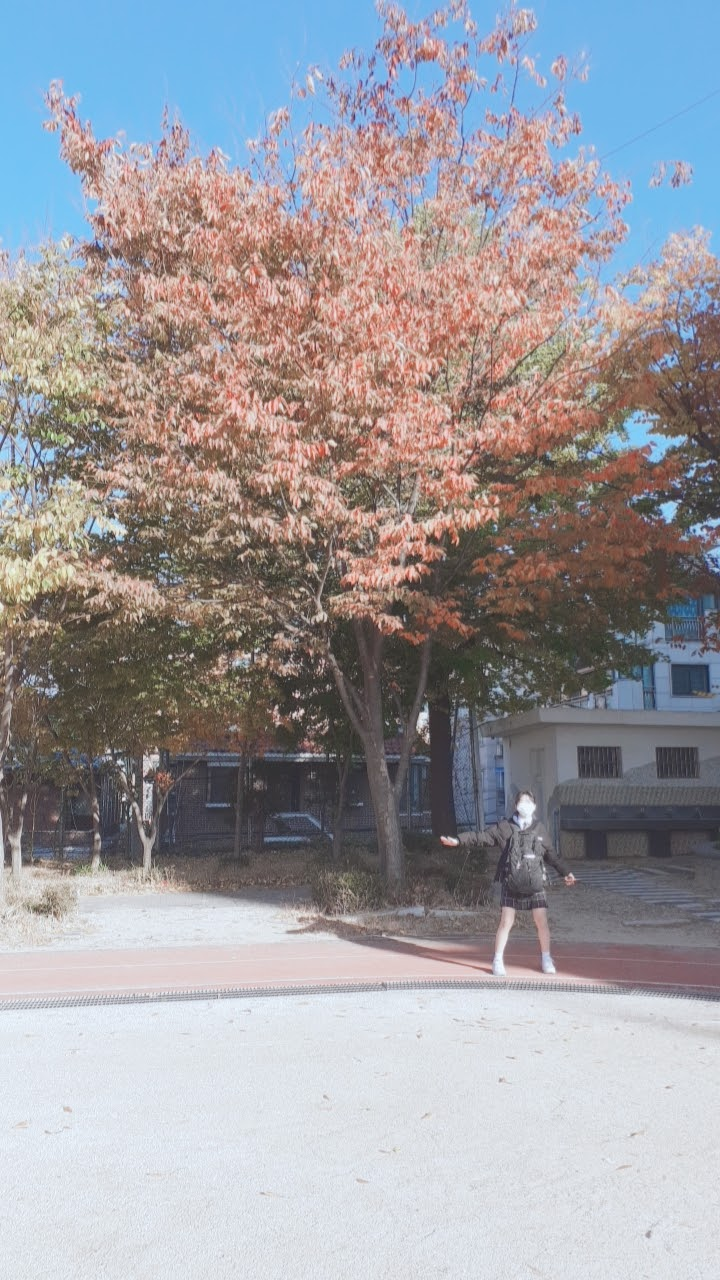
혜원여자중학교 운동장

## 참고 자료
- 혜원여자중학교 - 한국교육학술정보원 학교알리미